# Амоксицилин
Амоксицилинът (amoxicillin или amoxycillin) е бета-лактамен антибиотик от групата на пеницилините. В България е регистриран под марките Amopen, Duomox, Ospamox, Ranoxyl, Helicocin, Upsamox. Освен в тях, амоксицилин се съдържа в редица комбинирани медикаменти като Augmentin, Amoxiclav, Forcid Solutab, Curam и други. Някои наименования на медикаментите може да са вече на друга фирма и лекарството вече да е под различно наименование, но със същите съставки (например: Curam вече е под наименованието „Медослов“).